# Boské

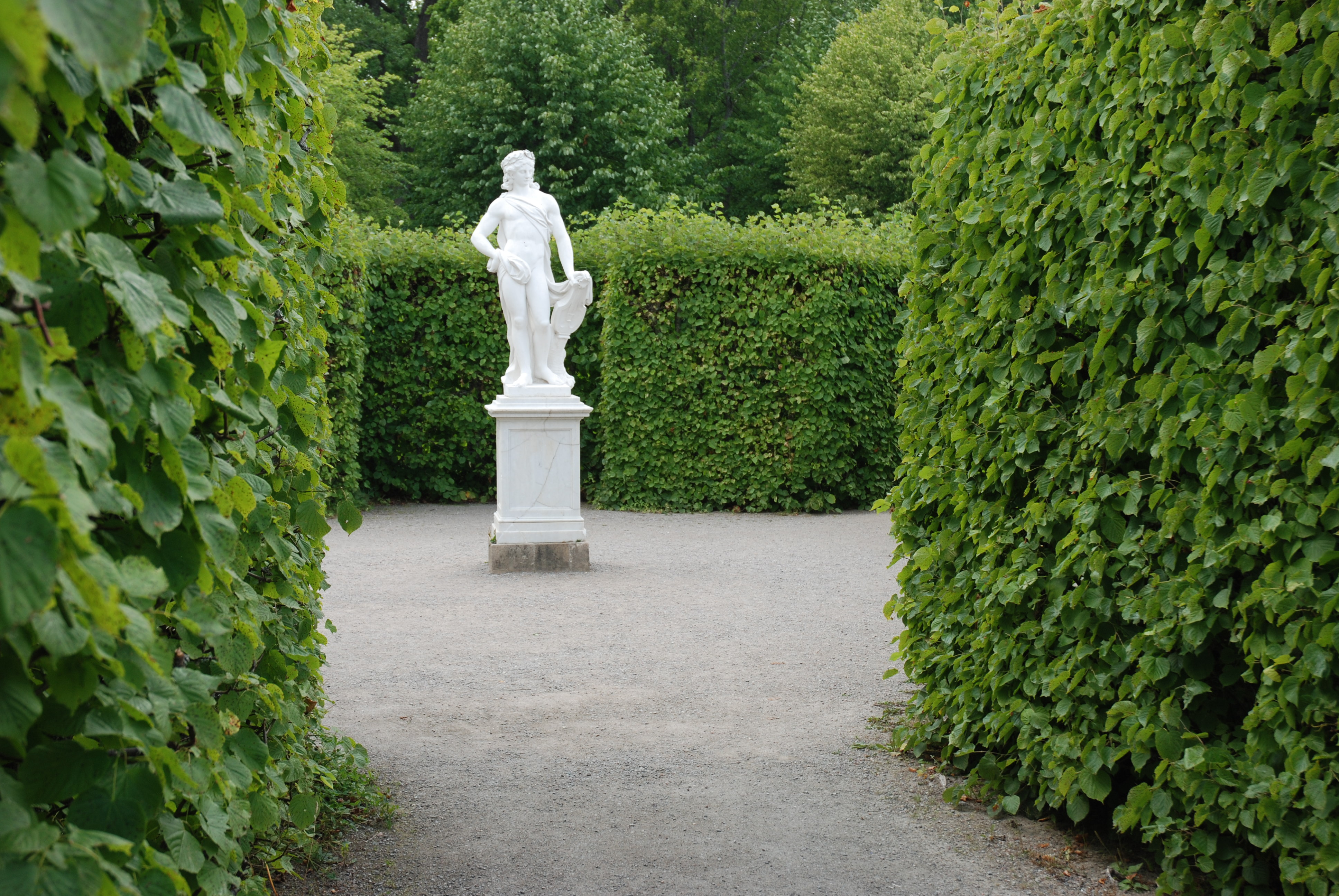
Marmorskulptur av Apollo med lyra i boské i Drottningholms slottspark.

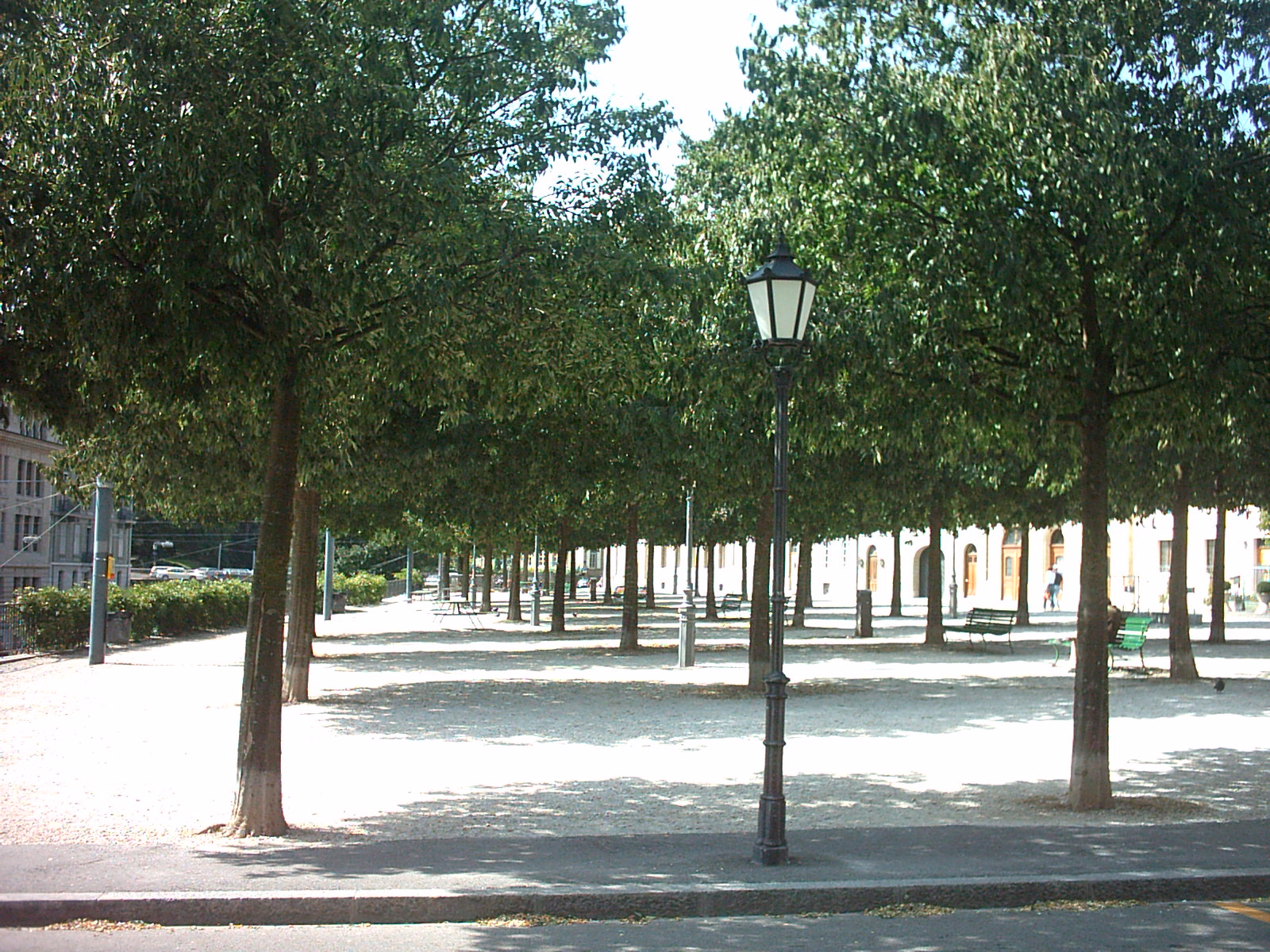
Boské i Promenade Saint-Antoine i Genève

Boské, eller lövteater, är en mindre, formbunden plantering med häckar av klippta träd, som var ett vanligt inslag i barockens trädgårdskonst. 
Boskéer finns i italiensk och framför allt fransk barockträdgårdskultur och utgjorde symboler för ordning och tämjande av naturen. 
Drottningsholms lustträdgård planerades enligt Nicodemus Tessin d.y.:s generalplan från 1681 med fem boskéer, varav en stjärnboské, inspirerad av den franske trädgårdsarkiteketen André Le Nôtres trädgårdar.

## Bildgalleri

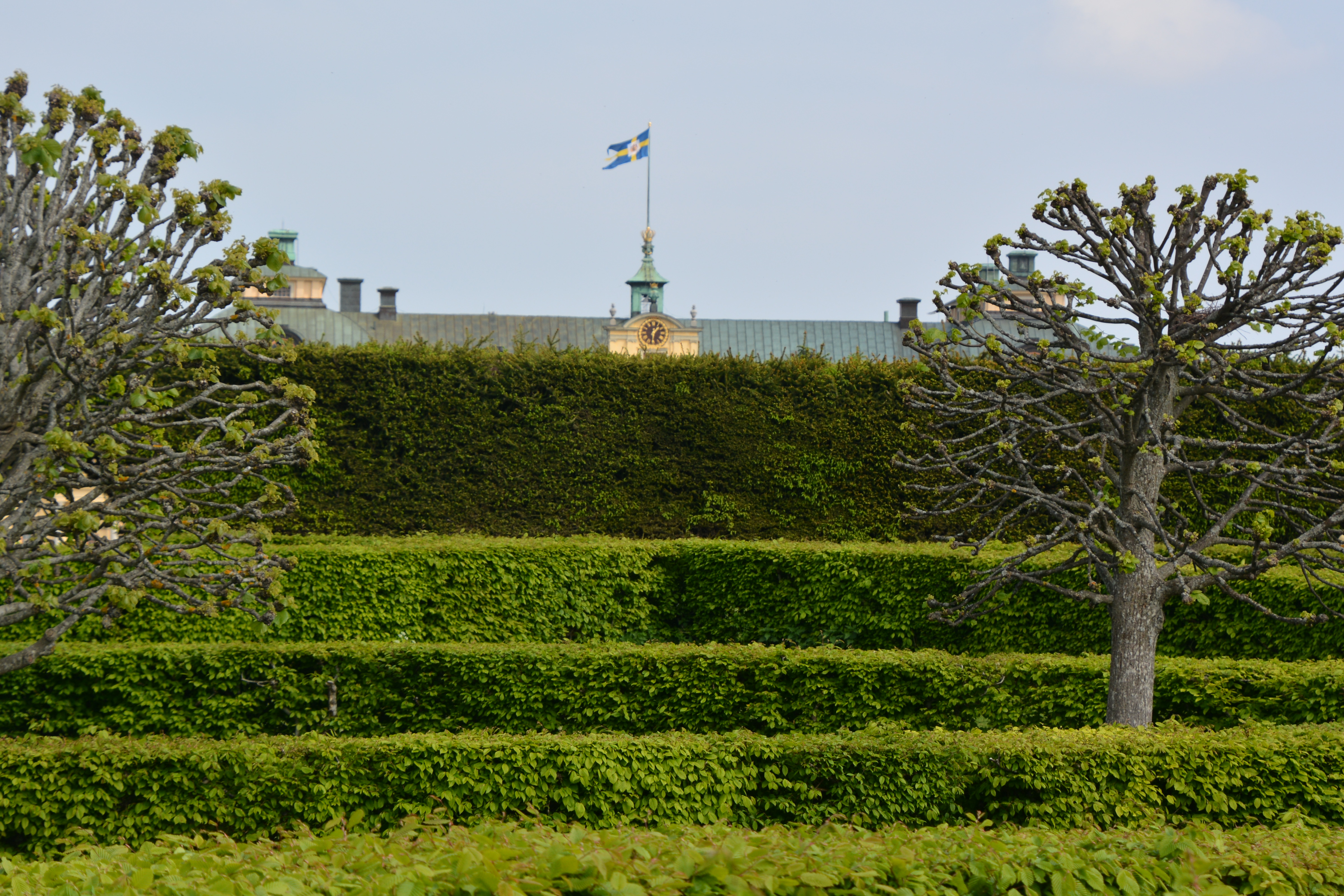
Boskékvarteren, Drottningsholms slottspark
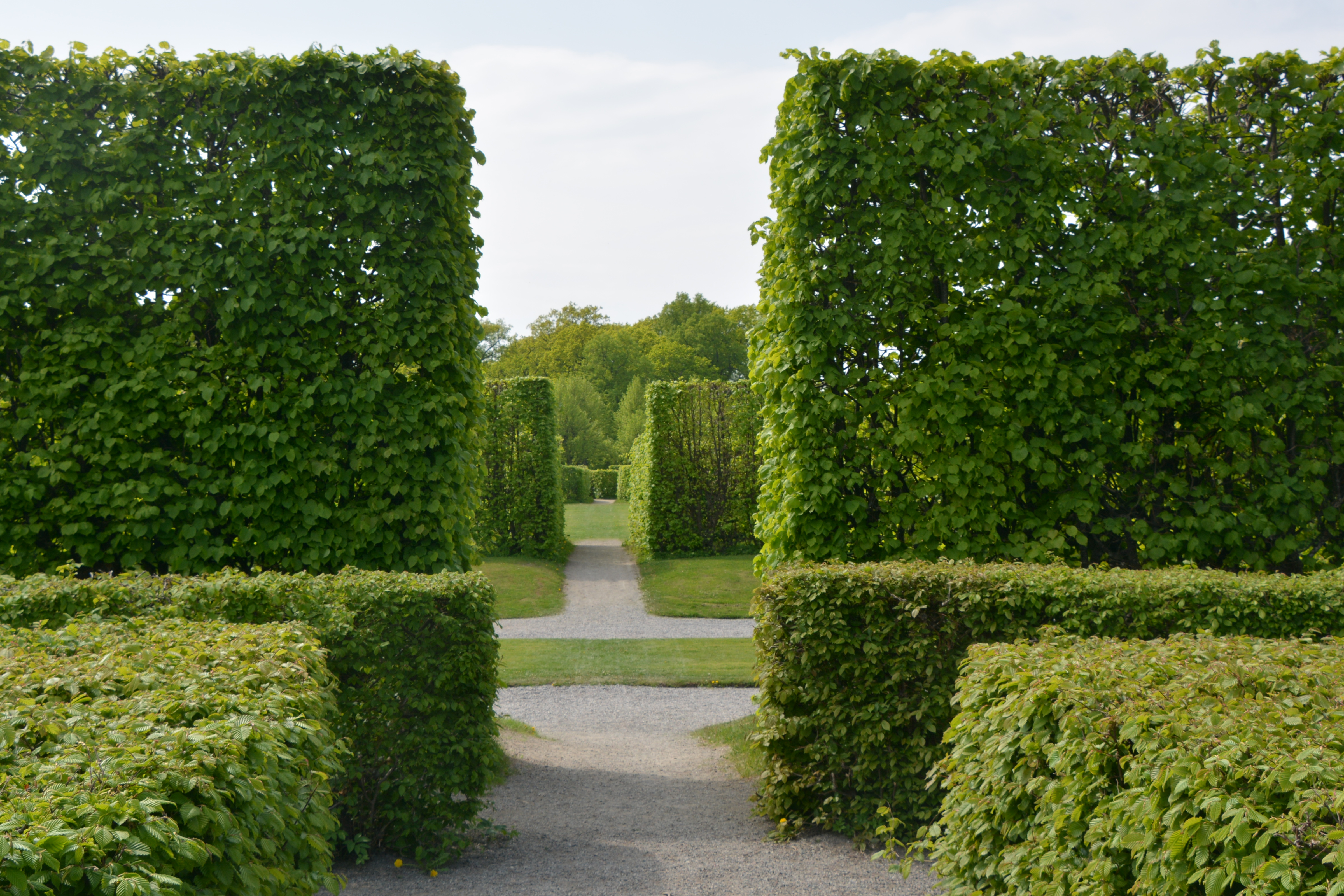
Boskékvarteren, Drottningsholms slottspark